# Чуб
Чуб — прядь мужских волос, вихор.
У В. И. Даля перечисляются: Чуб (м.) чубо́к, чубе́ц, чу́бчик, чуби́шка, чуби́ща; чуба́к, чупа́к (арх.) чупры́на (ж.) юж. зап. чупру́н (м.) хохол (хохолок), вихор, взбитый или отрощенный клок волос, косма на темени, оселедец, или на лбу, тупей. В русском языке это слово может относиться как к части шевелюры, так и к причёске, целиком из него состоящей.

## У тюрков
Подобная причёска (айдар) издревле была принята у древних праболгар, хазар, печенегов, половцев и других кочевников Великой степи. Лев Диакон, вероятно, лично видевший киевского князя Святослава Игоревича, свидетельствует, что «голова у него была совершенно голая, но с одной стороны её свисал клок волос — признак знатности рода».
Кызылбаши брили бороды, отпускали длинные азербайджанские усы, а на бритой голове оставляли чуб. Со слов агента Московской компании Лайонеля Плэмтри, побывавшем в Сефевидской империи в 1568—1574 гг., длина чуба могла достигать 2 футов (~ 61 см), а её обладатели верили в то, что с помощью него они легче перенесутся на небо, когда умрут.

## У казаков
У польско-литовской шляхты XVI—XVII веках чуб волос на выстриженной голове был проявлением сарматской моды и, как следствие, особым знаком особого аристократического происхождения, отделявшим не только от простолюдинов, но и от коренного населения. Для запорожских казаков (черкас) такой чуб являлся своего рода отличительной чертой зрелого воина, ибо молодым бойцам (джу́рам) его носить не позволялось. Казачий отрощенный клок волос называют также: айдар, ардар, оселедец, чупрун, чуприна, хохол (хохолок).
Значение чуба, хохла или айдара в русском языке постепенно менялось, напрямую следуя за политической ситуацией. Во времена смуты клок волос на бритой голове крепко запомнился русским людям, прежде всего как бросающаяся в глаза черта внешнего облика вражеского войска, вторгшегося в Россию, и безусловно относившийся к человеку «чужого» мира и «чужой» веры. Однако очень скоро, уже к середине XVII века (в 1640-х годах) запорожцы приобрели репутацию главных защитников православия в Речи Посполитой и, как следствие, изменилось отношение к казацким чубам. Необычная, не соответствующая русским традиционным нормам внешность продолжала оставаться в сознании критерием различения, но человек с такой внешностью уже перестал оцениваться как приверженец чужой, латинской веры, а «хохол» на его голове уже не воспринимался как символ вероотступничества.

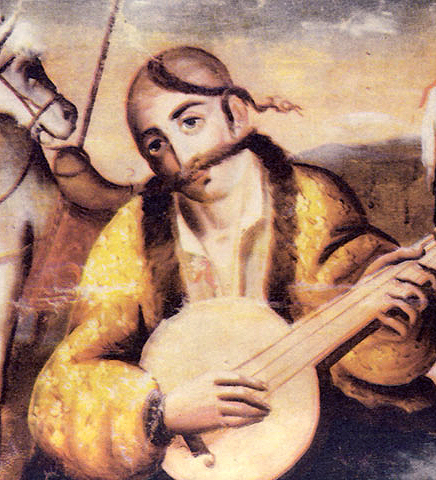
Казак Мамай
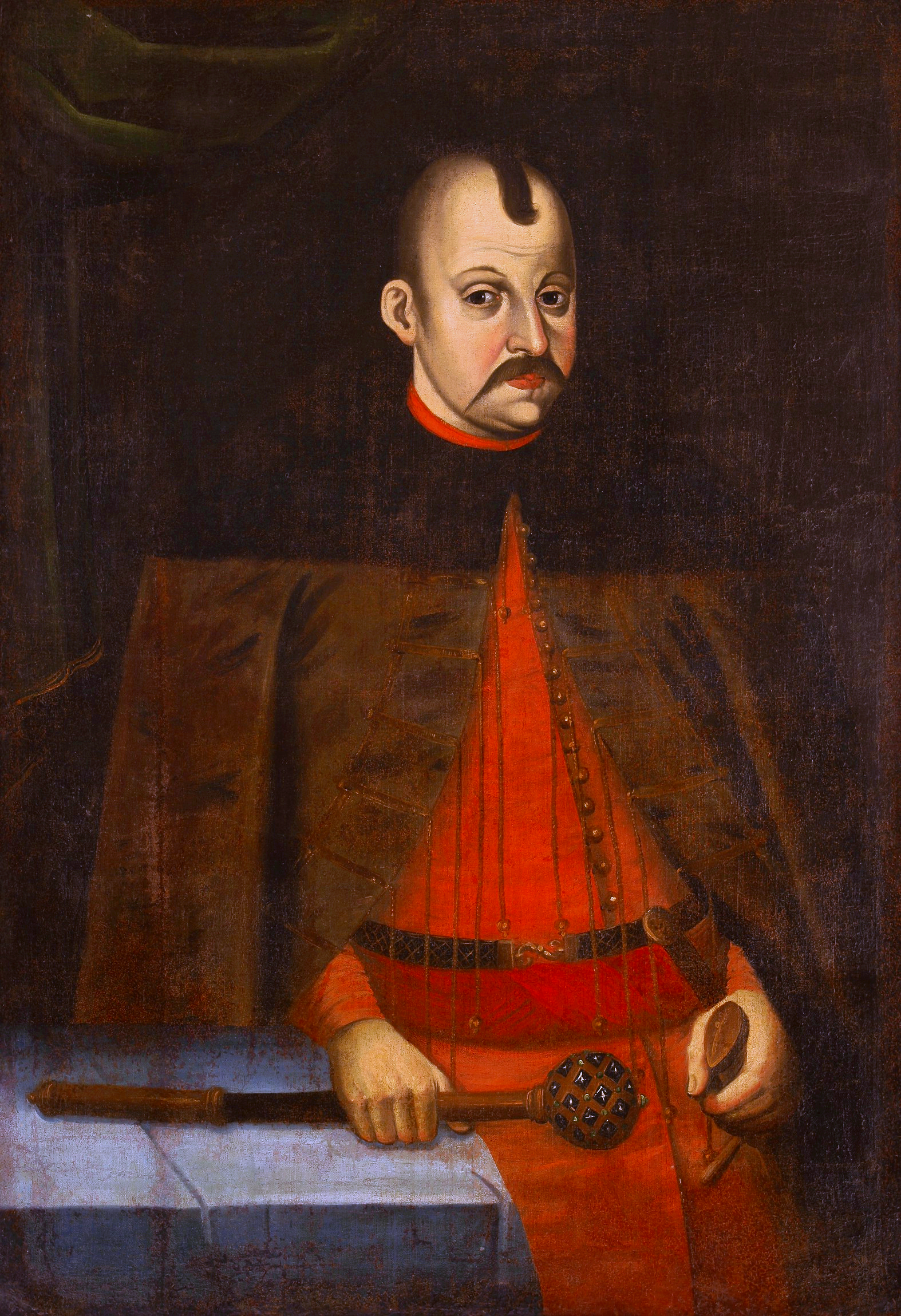
Альбрехт Радзивилл на «сарматском» портрете 1635 года
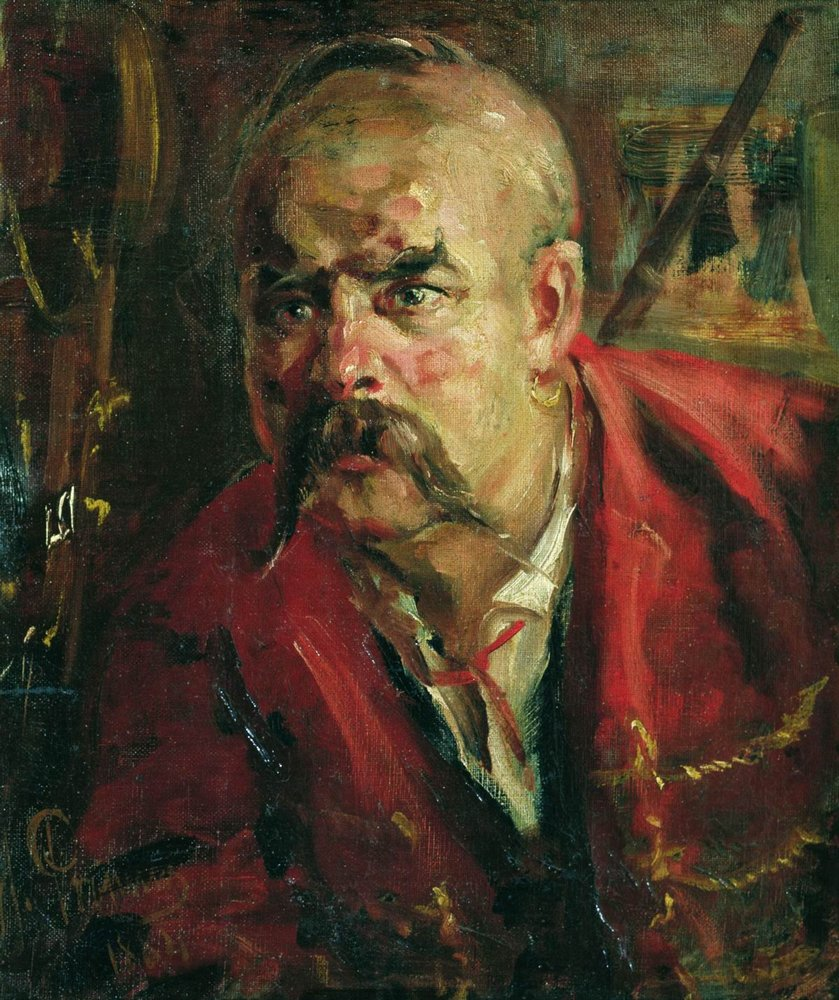
Запорожец на этюде Репина к картине «Запорожцы пишут письмо турецкому султану»
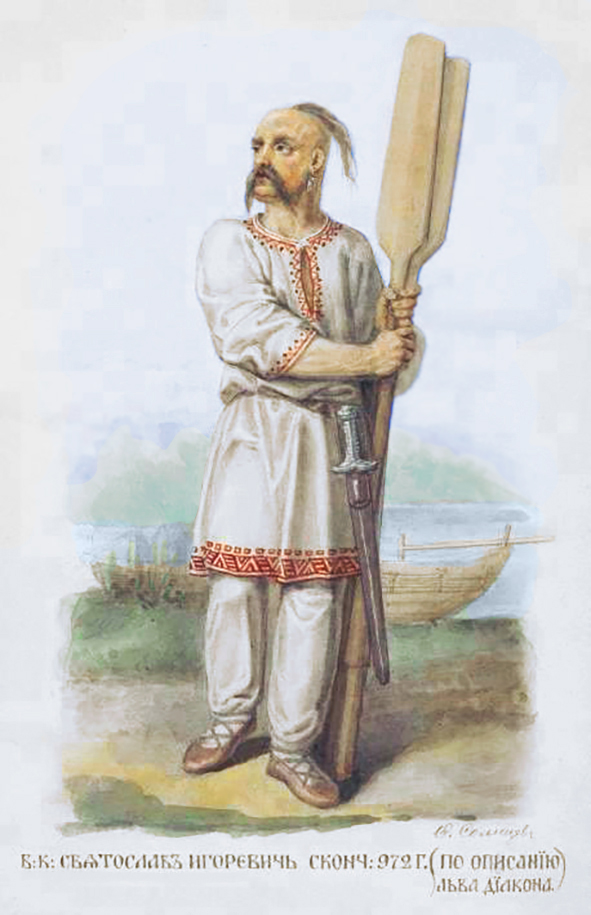
Изображение Святослава Игоревича по описанию Льва Диакона (Ф. Солнцев, 1869)
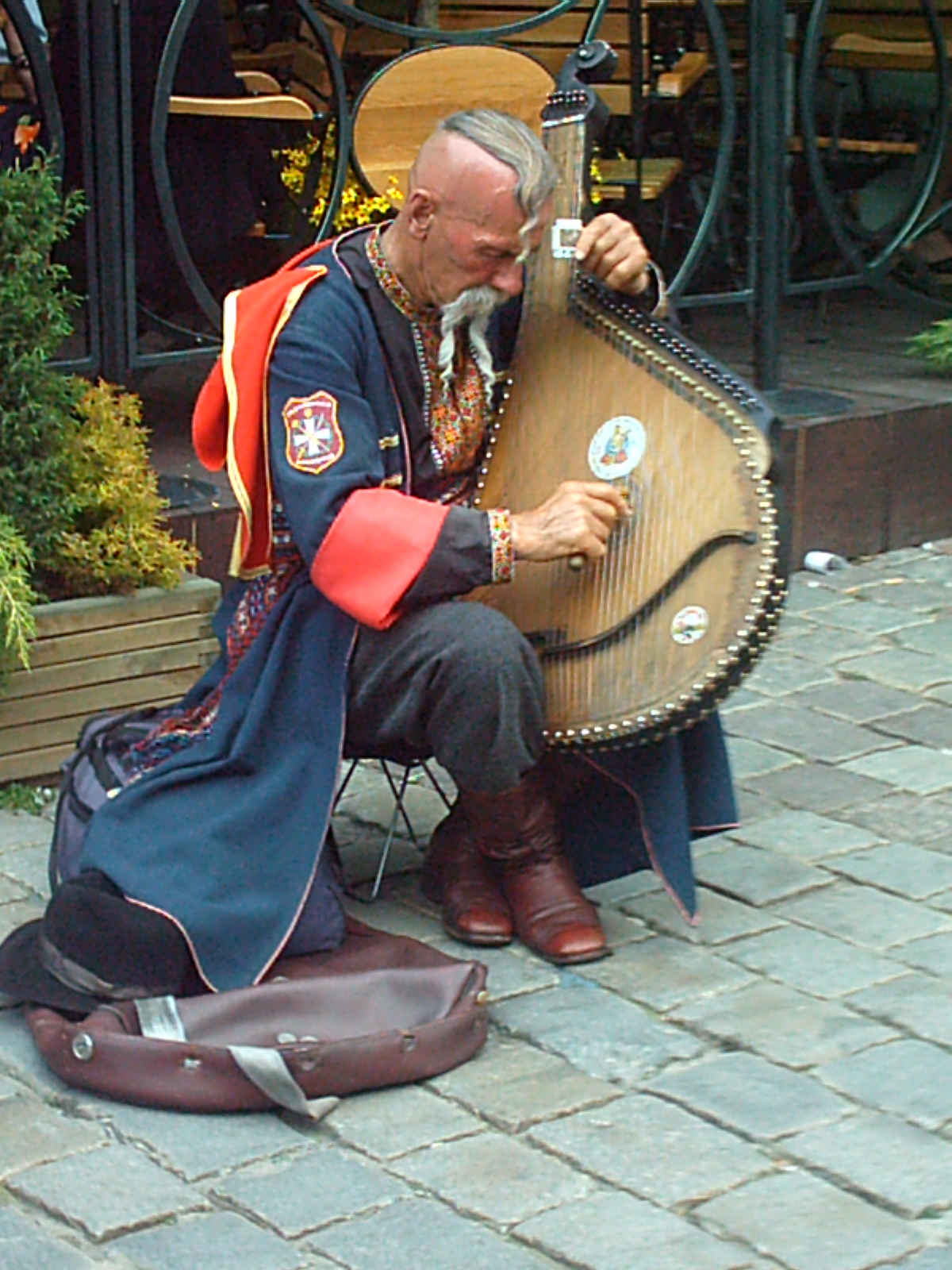
Бандурист Остап Киндрачук в казацкой одежде, играющий на площади в Познани
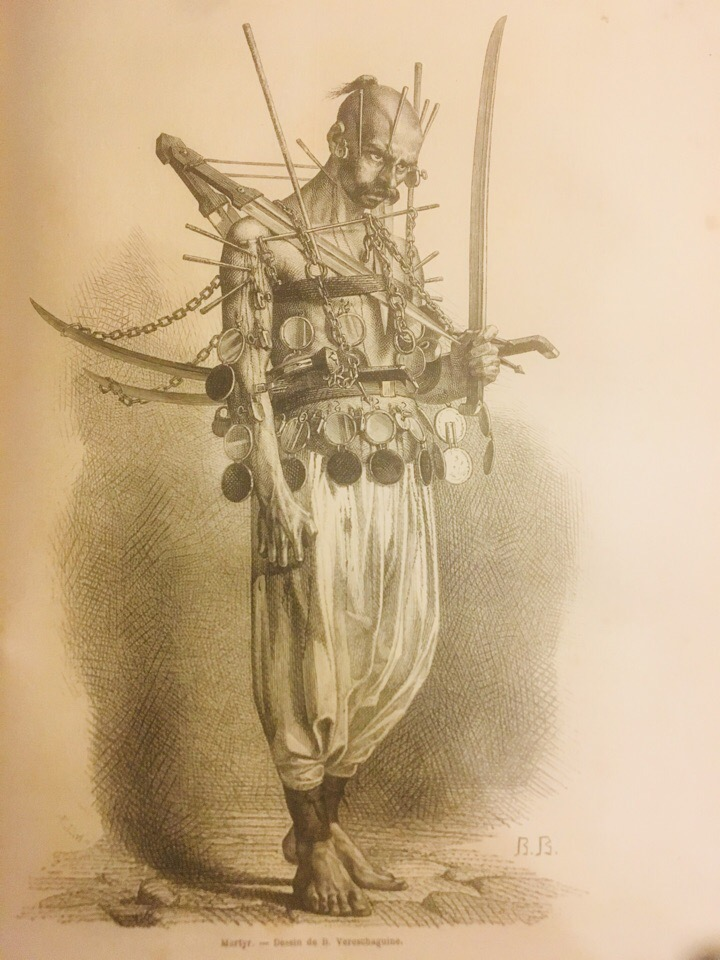
Азербайджанец из Шуши во время траурной процессии с традиционной прической «кекил»
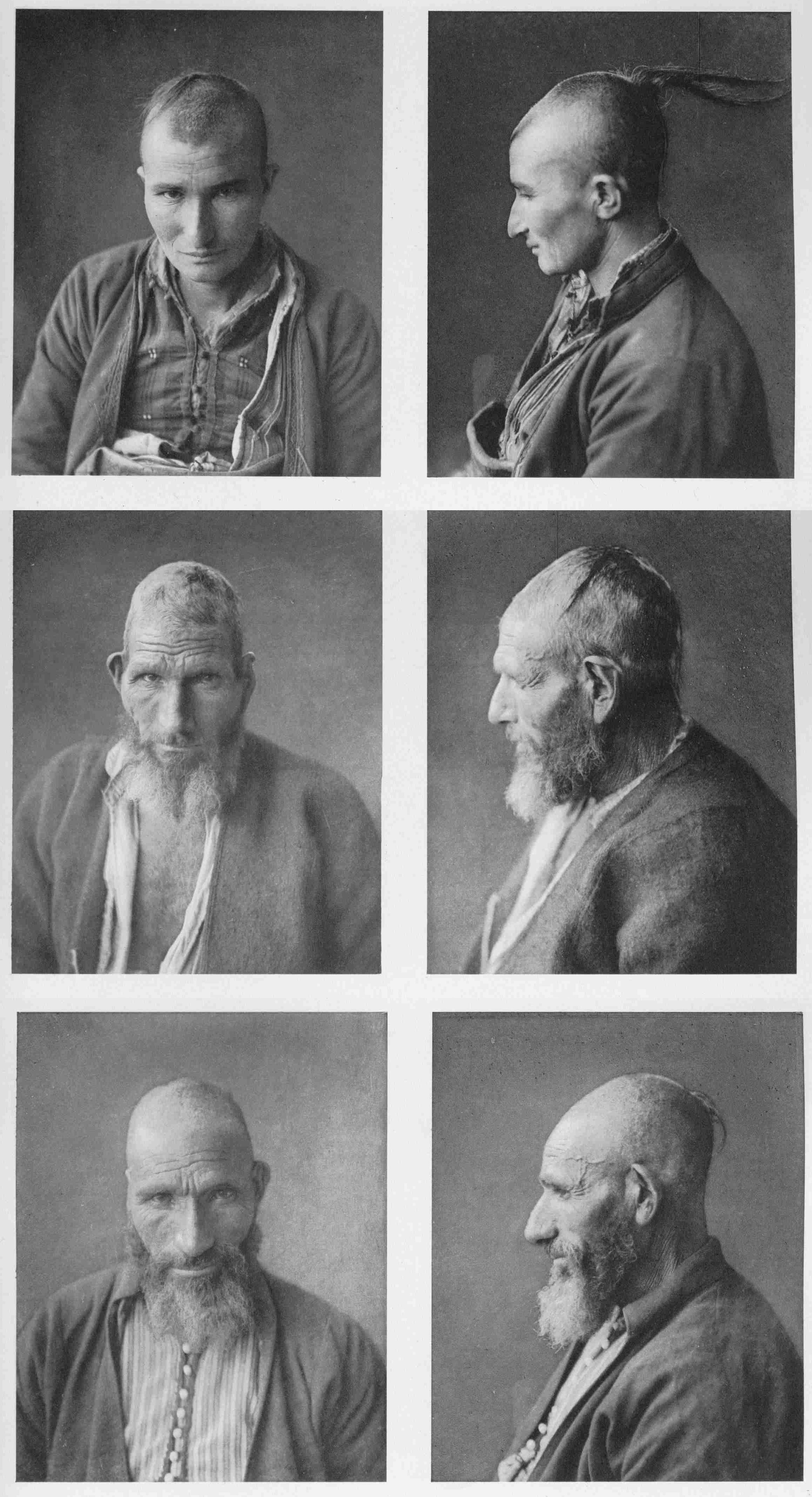
Турки юрюки с чубом на фотографиях Феликса фон Лушана

## Похожие причёски
- Бянь-фа
- Ирокез